# 宇宙葬

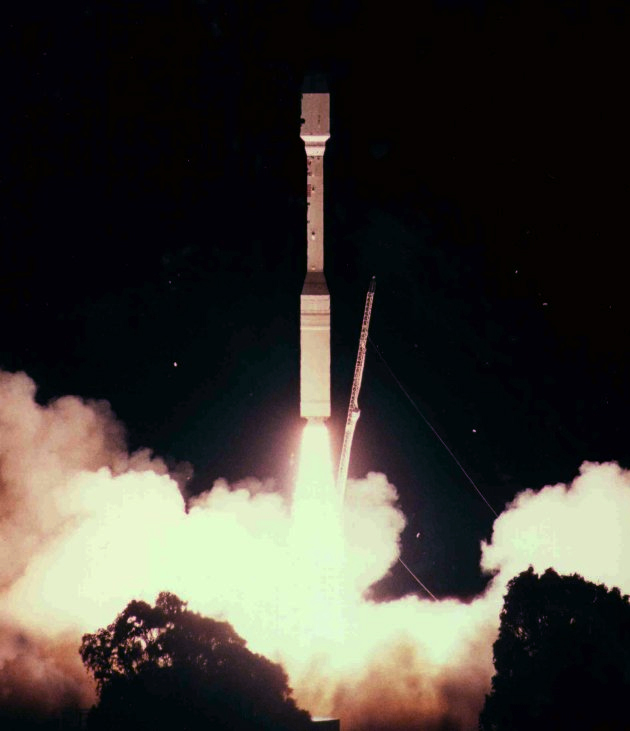
トーラスロケットによる打ち上げ（1998年2月10日）

宇宙葬（うちゅうそう）は、故人の遺骨などをカプセルなどに納めてロケット等に載せ、宇宙空間に打ち上げる、散骨の一種である。

## 概要
打ち上げるロケットには容積・質量の制約があることから、多くの例ではシリンダー状の容器に数グラムの遺骨を装填し、数十ないしは数百人分の遺骨を同時に打ち上げる方法がとられる。2004年に行われた例では150人分の「散骨」が行われた。打ち上げに用いるロケットは、費用削減のため既存の商業ロケットを転用している。
「宇宙葬」とはいうものの、実際にはロケット能力の制約などによって遺骨は地球の重力圏を離脱できず、地球周回軌道に乗せられる事が多い。そのため「スペースデブリの増加につながる」として、この行為に対する批判があった。
日本では2014年に『銀河ステージ』が宇宙葬に成功して以来最多実績を持ち、2018年には『エリジウムスペース』も流れ星供養に初成功した。『株式会社みんれび』が同社と協業して始めた『Sorae（ソラエ）』も宇宙葬のサービスを手がけている。2022年にはSPACE NTKが宇宙葬に成功した。各社それぞれ、打ち上げ後に一定期間が経過すると遺骨が大気圏に突入して燃焼するようにしているなど、前述のスペースデブリ（宇宙ゴミ）対策を講じている模様。ちなみに、各社が提供する宇宙葬のプランには、人工衛星に遺骨を搭載するものをはじめ、月面や外宇宙に対して遺骨を打ち上げるものなど複数確認されている。
月面に対する例を挙げると、シューメーカー・レヴィ第9彗星の共同発見者であるユージン・シューメーカーは1997年に交通事故で急逝したのち、2005年に遺骨が探査機ルナ・プロスペクターにより月に送られた。これは月面に対して遺骨が送られた初の例である。
また、冥王星の発見者クライド・トンボーは1997年の死後、遺骨の一部が2006年に打ち上げられた冥王星探査機ニュー・ホライズンズに搭載された。これは外宇宙に向けて遺骨が打ち上げられた初の例である。
外宇宙や他の惑星へ向かう探査機は重量制限が厳しいため、かつては何らかの功績を残した著名人に限られていたが、現在は一般向けに販売されている。一般向けの例を一部挙げると、女優・島田陽子が『銀河ステージ』の宇宙葬を生前予約していることや、元プロ野球選手の富田勝もまた同社の宇宙葬で旅立ったなどがある。
なお、必ずしも全てが成功しているわけではなく、ロケットの発射失敗などで不調に終わる可能性もある。

## 歴史
初の宇宙葬とみられるものは、セレスティス社によって空中発射型ロケットのペガサスロケットを使い1997年4月21日に行われた。このロケットにはスタートレックのプロデューサージーン・ロッデンベリーや、ティモシー・リアリーなど24人分の遺骨が格納されており、カナリア諸島の上空11kmから発射された。このロケットは遠地点578km・近地点551kmで公転周期96分の楕円軌道に乗り、2002年5月20日にオーストラリア北部に落下した。
次の宇宙葬は前記のユージン・シューメーカーのものであり、1998年1月7日にアテナロケットを用いて月面に対する科学調査と同時に行われた。このロケットは1999年7月31日に月の南極付近に衝突した。
他に、次のような例がある。
1. 1998年2月10日・30人分・トーラスロケットによる打ち上げ・地球周回軌道
2. 1999年12月20日・36人分・トーラスロケットによる打ち上げ・地球周回軌道
3. 2001年9月21日・43人分・トーラスロケットによる打ち上げ・地球周回軌道
4. 2007年4月28日・スタートレック弾道軌道
5. 2008年8月2日・ファルコン1による打ち上げ・地球周回軌道
6. 2012年5月22日・ファルコン9による打ち上げ（「スタートレック」のスコッティ役を演じたジェームズ・ドゥーアン、宇宙飛行士ゴードン・クーパー、カントリー歌手ランディ・ヴァンウォーマー 他）・地球周回軌道[3]
7. 2013年6月21日・31人分・ニューメキシコ州スペースポート・アメリカより打ち上げ・弾道軌道
8. 2014年10月23日・24人分・ニューメキシコ州スペースポート・アメリカより打ち上げ・弾道軌道（『銀河ステージ』・フライト名「コネストガフライト」）
9. 2015年11月6日・9人分・ニューメキシコ州スペースポート・アメリカより打ち上げ・弾道軌道（『銀河ステージ』・フライト名「トリビュートフライト」）
10. 2019年9月17日・ニューメキシコ州スペースポート・アメリカより打ち上げ・弾道軌道（『銀河ステージ』・フライト名「スターシーカー・フライト」）
11. 2018年12月4日・エリジウムスペースによる打ち上げ・地球周回軌道（『エリジウムスペース』・フライト名「流れ星供養」）
12. 2019年6月25日・日本人9名分・フロリダ州ケネディ宇宙センターより打ち上げ・地球周回軌道（『銀河ステージ』・フライト名「ヘリテージ・フライト」）

## フィクションでの宇宙葬
映画『エイリアン』をはじめとする宇宙を舞台とした諸作品において行われる、架空の葬儀方法の一つ。日本の場合、アニメ『宇宙戦艦ヤマトシリーズ』に代表されるように、宇宙船での長期航海中に乗員が死亡した場合に行われることが多い。死亡した者の遺体を納めた棺を宇宙船などから宇宙空間へ流すという現実における水葬を宇宙に置き換えた形式をとることが多い。
また幸村誠のマンガ『プラネテス』では21世紀中期までは宇宙葬が行われたものの、宇宙空間に放出された遺骨や遺体がスペースデブリになるために国際条約で禁止になるという世界を描いている。